# Bruno Pirri
Bruno Batista Pereira Pires (Osvaldo Cruz, Brasil, 12 de mayo de 1992) es un futbolista brasileño que juega como defensa central en el CD Lugo de la Segunda División de España.

## Clubes
Actualizado al último partido disputado el 11 de marzo de 2023.
| Club                            | País     | Año       | Partidos | Goles |
| ------------------------------- | -------- | --------- | -------- | ----- |
| União Barbarense                | Brasil   | 2013      | 12       | 0     |
| Figueirense FC                  | Brasil   | 2013-2014 | 14       | 1     |
| Chiapas FC                      | México   | 2014-2017 | 65       | 4     |
| Cafetaleros de Chiapas (cesión) | México   | 2016      | 14       | 0     |
| Ceará SC                        | Brasil   | 2017-2018 | 8        | 0     |
| Vitoria Setúbal                 | Portugal | 2019-2020 | 24       | 3     |
| Kunshan FC                      | China    | 2020-2022 | 26       | 2     |
| CD Lugo                         | España   | 2022-act. | 7        | 0     |